# 播州 (貴州省)
播州（ばんしゅう）は、中国にかつて存在した州。唐代から明代にかけて、現在の貴州省遵義市一帯に設置された。

## 概要
635年（貞観9年）、唐により隋の牂牁郡牂牁県の地に郎州が置かれ、恭水・高山・貢山・瑘施・柯盈・釈鷰の6県を管轄した。637年（貞観11年）、郎州と6県が廃止された。639年（貞観13年）、再びその地に播州と恭水県など6県が設置された。640年（貞観14年）、恭水県など6県の名を改めた。646年（貞観20年）、夷州の芙蓉・瑘川の2県が帰属した。660年（顕慶5年）、舎月・湖江・羅為の3県を廃止した。710年（景龍4年）、荘州都督府を廃止し、播州を都督府とした。713年（先天2年）、播州都督府を廃止した。738年（開元26年）、胡刀・瑘川の2県を廃止した。742年（天宝元年）、播州は播川郡と改称された。758年（乾元元年）、播川郡は播州の称にもどされた。播州は江南西道に属し、遵義・芙蓉・帯水の3県を管轄した。のちに南詔の領域に入った。
1108年（大観2年）、南平夷の楊文貴らがその地を北宋に献上し、播州が立てられた。播川・琅川・帯水の3県を管轄した。1121年（宣和3年）、播州を廃止して城とし、南平軍に属させた。1236年（端平3年）、白錦堡を播州とし、3県はそのまま廃止された。1239年（嘉熙3年）、再び播州が設置され、安撫使が置かれた。咸淳末年、珍州が帰属した。南宋のとき、播州は夔州路に属し、楽源県を管轄した。
元のとき、播州軍民安撫司は湖広等処行中書省に属し、黄平府・平渓上塘羅駱家等処・水車等処・石粉羅家永安等処・六洞柔遠等処・錫楽平等処・白泥等処・南平綦江等処・珍州思寧等処・水煙等処・溱洞涪洞等処・洞天観等処・葛浪洞等処・寨壩埡等処・黎焦渓等処・倒柞等処・烏江等処・旧州草堂等処・水囤等処・平伐月石等処・沿河祐渓等処・小姑単張・恭渓杳洞・下壩・寨章・横坡・平地寨・寨労・寨勇・上塘・寨坦・崟奔・平莫・林種・密秀を管轄した。
1372年（洪武5年）、明により播州軍民安撫司は播州宣慰司と改められ、四川行省に属した。1382年（洪武15年）、貴州都司に転属した。1394年（洪武27年）、四川布政司に転属した。1601年（万暦29年）、播州宣慰司は遵義軍民府と改められた。